# Kelsey Williams
Kelsey Lee Williams (Sandusky, Ohio, 30 de junio de 1988) es un jugador de baloncesto estadounidense. Mide 2,01 metros de altura y en la cancha se desempeña en la posición de Ala-Pívot.
En la temporada 2013/14 jugó 11 partidos con el Cáceres Patrimonio de la Humanidad, equipo que disputaba la LEB Plata española, promediando 13,6 puntos y 7,2 rebotes.

## Equipos
- 2008/10. Universidad de California, Pennsylvania
- 2011/13. West Virginia Wesleyan College
- 2013/14. Cáceres Patrimonio de la Humanidad (LEB Plata)